# 安格連河

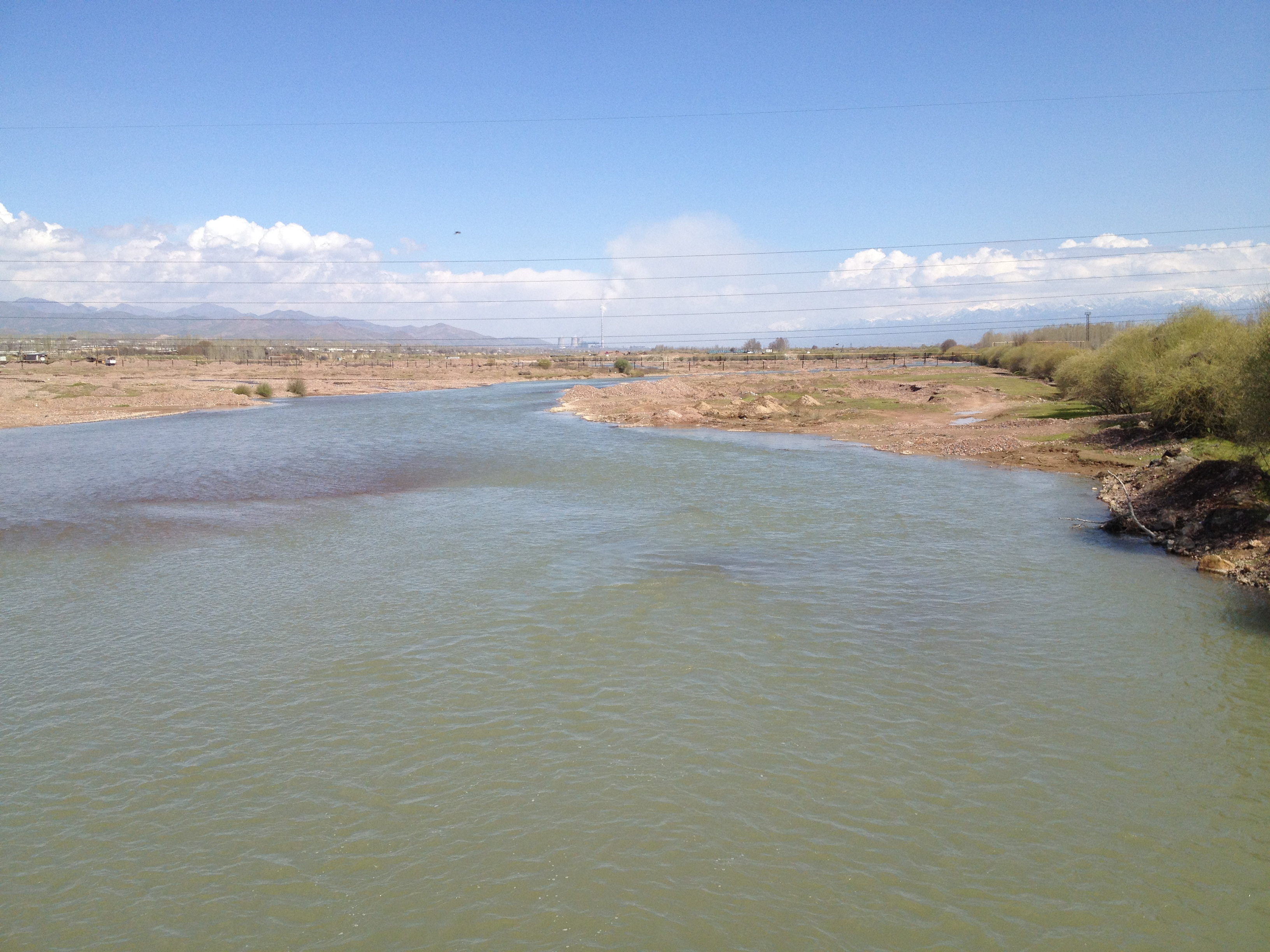
Okhangaron市附近的安格連河

40°47′32″N 68°49′56″E / 40.7922°N 68.8322°E
安格連河是一條在烏茲別克斯坦塔什干州的河流。安格連河流量223公里（139英里），流域面積5260平方公里（2,030平方英里）。它流經安格連市，也是錫爾河右方支流。河上也建有一座水壩。
河名来自波斯语（āhangarān），意为“铁匠”，乌兹别克语称为Ohangaron，俄语化之后成为了安格连。